# Oude kerk van Gällivare

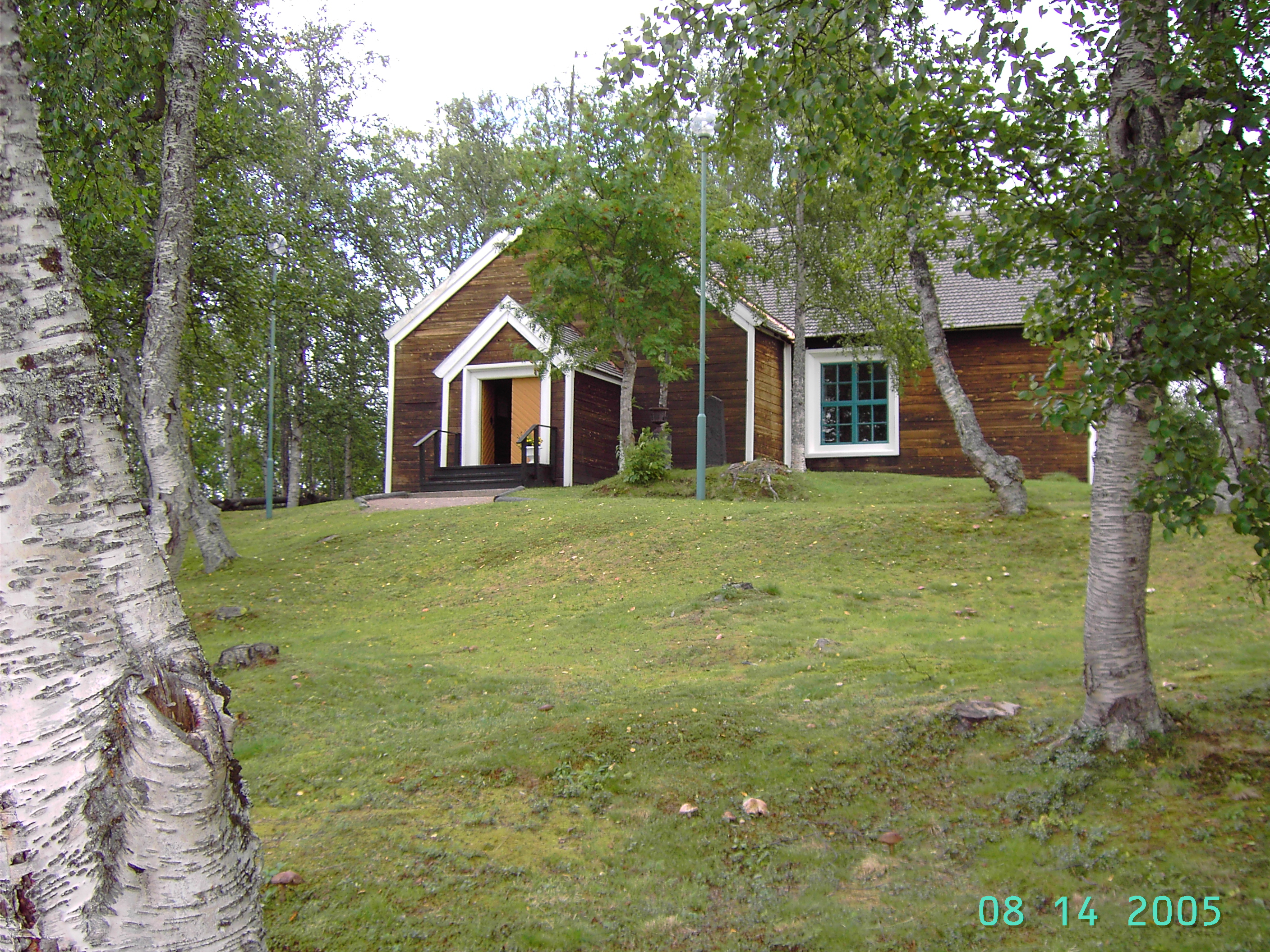
De oude kerk van Gällivare

De oude kerk van Gällivare (Zweeds: Gällivare gamla kyrka) is een kerkgebouw in de Zweedse plaats Gällivare. De kerk werd in 1747 opgericht om de Samen tot het christendom te bekeren. De kerk wordt in de volksmond ook Lappenkerk (Lappkyrkan) of Een-Öre-Kerk (Ettöreskyrkan) genoemd. De laatste naam komt uit de tijd dat elk Zweeds huishouden gedurende een periode van vier jaar jaarlijks een zilveren öre voor de bouw van de kerk moest doneren.